# Jonathan Tiernan-Locke
Jonathan Tiernan-Locke (Plymouth, 26 dicembre 1984) è un ex ciclista su strada britannico.

## Carriera
Inizia a gareggiare nel ciclismo a quindici anni, praticando mountain bike in Francia. A diciotto anni comincia a gareggiare su strada: dopo aver disputato due stagioni tra i dilettanti, nel 2004 passa tra gli Elite giungendo decimo al campionato nazionale su strada. Salta quindi quasi tutta la stagione 2005 a causa della mononucleosi; in questo periodo decide di dedicarsi agli studi, lasciando temporaneamente l'attività ciclistica per riprenderla solamente nel 2008.
Passa professionista nel 2009 con la squadra inglese Plowman Craven-Madison: il nono posto al Cinturón de Mallorca è il suo miglior piazzamento stagionale. L'anno seguente si trasferisce alla Rapha Condor dove rimane per due stagioni e ottiene le prime vittorie. Nel 2010 vince la quinta tappa al FBD Insurance Rás in Irlanda, concludendo la corsa in quinta posizione, mentre nel 2011 vince la quarta tappa alla Vuelta Ciclista a León piazzandosi secondo nella classifica generale. Nello stesso anno ottiene un quinto posto al Tour of Britain e si aggiudica la classifica degli scalatori.
Nel 2012 gareggia con un'altra squadra Continental inglese, la Endura Racing, e si mette in luce in campo internazionale con numerosi successi. All'inizio di febbraio vince infatti due tappe e la classifica generale al Giro del Mediterraneo e a fine mese il Tour du Haut-Var con una vittoria di tappa. Nel prosieguo di stagione fa sue due tappe e la classifica finale del Tour Alsace e soprattutto la classifica generale del Tour of Britain. Nel 2013 viene quindi messo sotto contratto dal Team Sky.
Nel settembre dello stesso anno emergono anomalie al suo passaporto biologico risalenti al settembre 2012 e compatibili con l'utilizzo di sostanze dopanti; per questo, nel luglio 2014, viene squalificato dalla Federciclismo britannica per due anni, fino al 31 dicembre 2015, privato della vittoria ottenuta al Tour of Britain e anche licenziato dal Team Sky.

## Palmarès
- 2010 (Rapha Condor-Sharp, una vittoria)

5ª tappa FBD Insurance Rás (Tipperary > Carrick-on-Suir)
- 2011 (Rapha Condor-Sharp, una vittoria)

4ª tappa Vuelta Ciclista a León (Villaquilambre > Valporquero)
- 2012 (Endura Racing, nove vittorie)

1ª tappa Tour Méditerranéen (Pertuis > Meyreuil)
4ª tappa Tour Méditerranéen (La Ciotat > Col du Corps de Garde)
Classifica generale Tour Méditerranéen
2ª tappa Tour du Haut-Var (Fréjus > Fayence)
Classifica generale Tour du Haut-Var
2ª tappa Tour Alsace
4ª tappa Tour Alsace
Classifica generale Tour Alsace
Classifica generale Tour of Britain

### Altri successi
- 2010 (Rapha Condor-Sharp)

Jock Wadley Memorial (Criterium)
- 2011 (Rapha Condor-Sharp)

Classifica scalatori Tour of Britain
Ryedale Grand Prix (Kermesse)
- 2012 (Endura Racing)

Classifica punti Tour Méditerranéen
Classifica punti Tour du Haut-Var

## Piazzamenti

### Classiche monumento
- Liegi-Bastogne-Liegi

2013: ritirato

### Competizioni mondiali
- Campionati del mondo

Verona 2004 - In linea Under-23: ritirato
Limburgo 2012 - In linea Elite: 19º